# Starking Delicious
Pour les articles homonymes, voir Delicious.

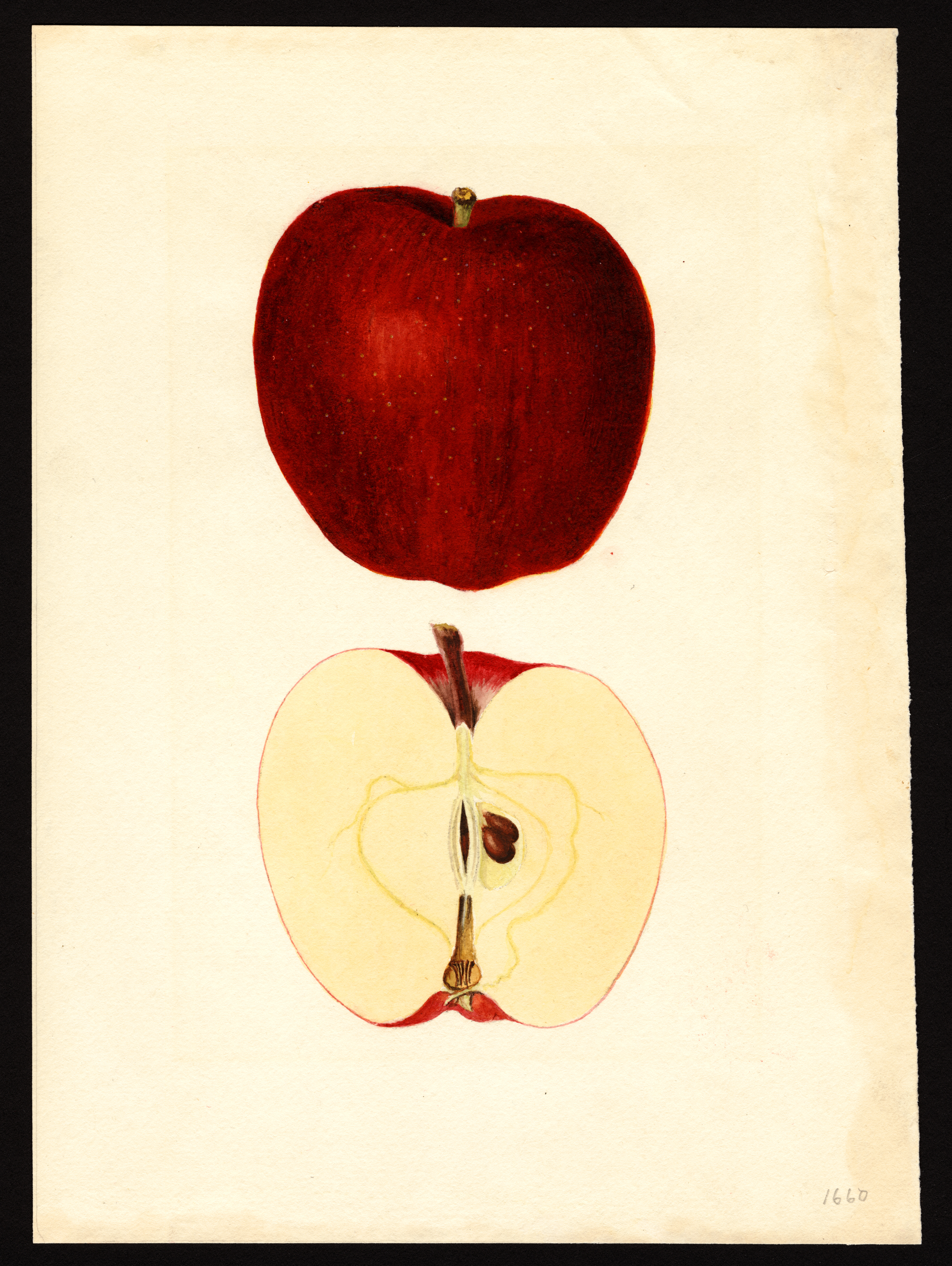
Starking Delicious.

Starking Delicious est le nom d'un cultivar de pommier domestique. C'est le no 1 des pommes américaines, celle qu’on glisse dans le sac d’école et la boîte à goûter des écoliers.

## Synonymes
- Starking,
- Red Delicious.

## Description
C'est une pomme à couteau.
Bonne productivité avec une tendance à alterner d’où une pollinisation nécessaire pour régulariser la mise à fruit.
Le fruit, de gros calibre, est bien typé, de forme tronconique, rouge foncé brillant, à la chair ferme, juteuse.
Qualité gustative : douçâtre, très appréciée.
Conservation près de 3 mois au frigo ou en fruitier. Devient farineuse en fin de  conservation.
La maturité est obtenue du 20 au 30 septembre.

## Origine
Cette variété provient des États-Unis. Obtenue par mutation, aux États-Unis, de la variété Delicious, elle s'en distingue par son coloris rouge carmin foncé sur toute la surface, même chez les fruits ombragés.
Le nom semble indiquer que cette mutation fut obtenue par la pépinière Stark Brothers, à Louisiana, États-Unis. Des données précises manquent cependant à ce sujet, mais il est établi que cette variété fut propagée et répandue par cette maison.
Ce cultivar de pomme a notamment abouti à la création de la « Courtavel » par l'INRA en 1972, obtenue par mutagénèse pour en faire une variété de pommiers d'intérieur,.

## Pollinisation
Variété diploïde.
La Golden fleurit à la mi-saison, du 25 mars au 20 avril.
Elle est pollinisée par Golden Delicious et Reine des Reinettes.

## Culture
Starking Delicious est une variété forte, à port érigé.

### Maladies
La pomme montre une forte sensibilité aux maladies, elle est d'une faible rusticité.
Sensible au chancre, à l'araignée rouge et très sujette à la tavelure, elle est aussi attaquée par le puceron lanigère.